# Balneario La Florida
Balneario La Florida är en strand i Argentina.   Den ligger i provinsen Santa Fe, i den centrala delen av landet, 290 kilometer nordväst om huvudstaden Buenos Aires.
Runt Balneario La Florida är det i huvudsak tätbebyggt. Runt Balneario La Florida är det tätbefolkat, med 476 invånare per kvadratkilometer.